# فيل كونيستو
فيل كونيستو (بالفنلندية: Ville Kaunisto) مواليد 19 مارس 1982 في توركو، هو لاعب كرة سلة فنلندي. بدأ مسيرته الاحترافية في سنة 1999. يلعب في الدوري الفنلندي لكرة السلة. يحمل الرقم 13. يبلغ طوله 6 قدم 8.25 بوصة (2.0 م).

## المسيرة الاحترافية
لعب مع فريبورغ أولمبيك في موسم 2004–2005، ثم لعب مع أورورا باسكت ييزي في سنة 2005، ثم لعب مع ليموج سي إس بي في الدوري الفرنسي في موسم 2005–2006، ثم لعب مع نادي أوفييدو لكرة السلة في سنة 2008.

## الإنجازات
- الدوري الفنلندي لكرة السلة: 2003–04

## روابط خارجية
- فيل كونيستو على موقع الاتحاد الدولي لكرة السلة (الإنجليزية)
- فيل كونيستو على موقع كرة السلة الأوروبية.كوم (الإنجليزية)
- فيل كونيستو على موقع ريلجم (الإنجليزية)
- فيل كونيستو على موقع بروبوليرز (الإنجليزية)